# Caleb Landry Jones
Caleb Landry Jones (Garland, 7 de desembre de 1989) és un actor i músic estatunidenc, conegut pels seus papers de Banshee a X-Men: First Class, Jeremy Armitage a Get Out, Red Welby a Three Billboards Outside Ebbing, Missouri, Ty Carter a The Outpost, i Martin Bryant a Nitram.

## Trajectòria
Jones va néixer a Garland, Texas, fill de Patrick i Cindy Jones. Quan era infant, la seva família es va traslladar a la ciutat propera de Richardson, on es va criar i on més tard va conèixer Robert Hudson i van formar la banda de folk rock experimental Robert Jones. Després de tenir èxit com a actor, Jones es va traslladar a Los Angeles per a continuar la seva carrera interpretativa.
Després d'alguns papers petits, de vegades sense acreditar, en pel·lícules tan populars com No Country for Old Men i Superortits, Jones va començar a acceptar treballs a la televisió, apareixent a Friday Night Lights com a Jimmy Adler i a Breaking Bad com a Louis. Jones va interpretar papers secundaris a The Last Exorcism (2010) i X-Men: First Class (2011). L'any següent es va estrenar Contraband, el remake en anglès de la guardonada pel·lícula islandesa Reykjavík-Rotterdam, i Byzantium, ambdues amb Jones en papers secundaris. El mateix any, va tenir el seu primer paper protagonista a Antiviral, el debut al llargmetratge de l'escriptor i director Brandon Cronenberg, fill del director de terror canadenc David Cronenberg.
Jones ha continuat apareixent en papers secundaris tant en pel·lícules independents com comercials. El 2017, va aparèixer a American Made, The Florida Project, Get Out i Three Billboards Outside Ebbing, Missouri. Les tres darreres pel·lícules van rebre nominacions als Premis Oscar. El 2021, va protagonitzar l'assassí en sèrie australià Martin Bryant a Nitram de Justin Kurzel, que va li valer el Premi a la interpretació masculina del Festival de Canes.
Jones va presentar el seu àlbum d'estudi debut, The Mother Stone, l'1 de maig de 2020. Va ser gravat a Los Angeles i publicat a través de Sacred Bones Records, amb seu a Brooklyn.

## Discografia
| Any  | Tìtol            |
| ---- | ---------------- |
| 2020 | The Mother Stone |
| 2021 | Gadzooks Vol. 1  |